# الانکور
شهر الانکور (به فرانسوی: Élancourt) در شهرستان ایولین در ناحیه ایل-دو-فرانس با جمعیت ۲۷٬۵۷۷ نفر در کشور فرانسه واقع شده‌است